# 2002-es sakkolimpia
A 35. férfi és 20. női sakkolimpiát 2002. október 25. és november 11. között rendezték meg a szlovéniai Bled városában. A rendezvény a Nemzetközi Sakkszövetség (FIDE) égisze alatt került lebonyolításra. A versenyen nyílt és női kategóriában indulhattak a nevező országok csapatai. A verseny helyszíne Bled felújított jégcsarnoka, a Festivalna Dvorana volt.
Magyar csapat utoljára 22 évvel ezelőtt, 1980-ban nyert érmet sakkolimpián. A nyílt verseny 2. helyezése, és a női versenyben elért 5. helyezés mindkét csapat részéről kiváló eredmény.

## A versenyzők és a bírói testület
A 2002-es sakkolimpián a nyílt versenyre 135 csapat 802 versenyzője nevezett, a női versenyen 90 csapatban 364 fő vett részt. Először vett részt a sakkolimpián Szomália és Aruba válogatottja.
A nyílt mezőnyben a legerősebb átlag Élő-pontszámmal, 2734-gyel az orosz válogatott rendelkezett. A magyar válogatott 2674-es átlag pontértéke a mezőnyben a 2. legerősebb volt. A nők mezőnyében 2485-ös átlagértékkel Kína vezette a mezőnyt, a magyarok 2363-as átlagértéke a 12. volt.
A verseny főbírója a holland nemzetközi versenybíró Geurt Gijssen volt.
A nyílt versenyben legutóbb Oroszország válogatottja, a női versenyben Kína csapata diadalmaskodott.

## A verseny menete
A nyílt és a női verseny egymástól külön, 14 fordulós svájci rendszerben került megrendezésre. A nyílt versenyben a csapatok 6 főt nevezhettek, akik közül egy-egy fordulóban 4-en játszottak, a női versenyben 4 fő nevezésére volt lehetőség, akik közül egy időben hárman játszhattak. A csapatot alkotó versenyzők között előzetesen fel kellett állítani az erősorrendet, és azt meg kellett adni a versenybíróknak. A leadott erősorrendnek nem kell megegyeznie a versenyzők Élő-értékszámának sorrendjével. Az egyes fordulókban ennek az erősorrendnek a figyelembe vételével alkottak párokat az egymással játszó a csapatok.
Az olimpiai versenyszabály szerint az egyes játszmákban a játékosoknak fejenként 90 perc állt rendelkezésre a játszma befejezéséig, de ehhez járult még az első lépéstől kezdődően lépésenként 30 másodperc többletidő.
A csapatok pontszámát az egyes játékosok által elért eredmények összege adja. Egy játszmában a győzelemért 1 pont, a döntetlenért fél pont jár. A végeredmény, a csapatpontszám az így szerzett pontok alapján kerül meghatározásra.
Az olimpiai kiírás szerint holtverseny esetén elsődlegesen a Buchholz-számítás dönt. Ha ez is egyenlő, akkor a csapatpontszámokat veszik figyelembe oly módon, hogy egy csapatgyőzelem 2 pontot, a döntetlen 1 pontot ér.

## A nyílt verseny

### A verseny végeredménye
| H.  | Csapat neve  | P   | B-sz  | CsP | Gy | D | V |
| 1.  | Oroszország  | 38½ | 460,0 | 23  | 10 | 3 | 1 |
| 2.  | Magyarország | 37½ | 454,5 | 24  | 11 | 2 | 1 |
| 3.  | Örményország | 35  | 456,5 | 18  | 7  | 4 | 3 |
| 4.  | Grúzia       | 34  | 458,5 | 20  | 10 | 0 | 4 |
| 5.  | Kína         | 33½ | 456,5 | 19  | 8  | 3 | 3 |
| 6.  | Hollandia    | 33½ | 454,5 | 21  | 9  | 3 | 2 |
| 7.  | Anglia       | 33½ | 450,5 | 18  | 7  | 4 | 3 |
| 8.  | Szlovákia    | 33  | 445,0 | 17  | 6  | 5 | 3 |
| 9.  | Izrael       | 33  | 439,5 | 17  | 7  | 3 | 4 |
| 10. | Jugoszlávia  | 33  | 436,0 | 19  | 8  | 3 | 3 |

### Az egyéni érmesek
Egyénileg a teljes mezőnyt figyelembe véve a legjobb három teljesítményértéket elérő, valamint táblánként a három legjobb százalékot elért versenyző kapott érmet.
A teljes mezőnyben valami elképesztő, 2933-as teljesítményértékkel Garri Kaszparov nyerte az egyéni aranyérmet.

#### Élő-teljesítményérték alapján
|       | Versenyző           | Ország       | Tábla | Pont | Játszma | Élő-pont | Teljesítményérték |
| ----- | ------------------- | ------------ | ----- | ---- | ------- | -------- | ----------------- |
| Arany | Garri Kaszparov     | Oroszország  | 1     | 7,5  | 9       | 2838     | 2933              |
| Ezüst | Vladimir Hakobján   | Örményország | 1     | 8    | 11      | 2689     | 2827              |
| Bronz | Alekszandr Halifman | Oroszország  | 3     | 7    | 9       | 2690     | 2797              |

#### Első tábla
|       | Versenyző           | Ország    | Élő-pont | Pont | Játszma | %    |
| ----- | ------------------- | --------- | -------- | ---- | ------- | ---- |
| Arany | Robert Gwaze        | Zimbabwe  | 2280     | 9    | 9       | 100  |
| Ezüst | Alberto David       | Luxemburg | 2511     | 11   | 13      | 84,6 |
| Bronz | Mohamad Al-Modiakhi | Katar     | 2550     | 10   | 12      | 83,3 |

#### Második tábla
|       | Versenyző                | Ország                    | Élő-pont | Pont | Játszma | %    |
| ----- | ------------------------ | ------------------------- | -------- | ---- | ------- | ---- |
| Arany | Jean-Philippe Gentilleau | Monaco                    | 2224     | 7    | 9       | 77,8 |
| Ezüst | Yasser Seirawan          | Amerikai Egyesült Államok | 2629     | 6,5  | 9       | 72,2 |
| Bronz | Polgár Judit             | Magyarország              | 2685     | 8,5  | 12      | 70,8 |

#### Harmadik tábla
|       | Versenyző            | Ország        | Élő-pont | Pont | Játszma | %    |
| ----- | -------------------- | ------------- | -------- | ---- | ------- | ---- |
| Arany | Cerdas Barus         | Indonézia     | 2479     | 8,5  | 10      | 85   |
| Ezüst | Alekszandr Halifman  | Oroszország   | 2690     | 7    | 9       | 77,8 |
| Bronz | Alfons Romero Holmes | Spanyolország | 2524     | 7,5  | 10      | 75   |

#### Negyedik táblázat
|       | Versenyző        | Ország      | Élő-pont | Pont | Játszma | %    |
| ----- | ---------------- | ----------- | -------- | ---- | ------- | ---- |
| Arany | Maher Ayyad      | Brunei      | -        | 8    | 10      | 80   |
| Ezüst | Suat Soylu       | Törökország | 2365     | 7    | 9       | 77,8 |
| Bronz | Tapani Sammalvuo | Finnország  | 2437     | 6,5  | 9       | 72,2 |

#### Ötödik tábla (első tartalék)
|       | Versenyző      | Ország             | Élő-pont | Pont | Játszma | %    |
| ----- | -------------- | ------------------ | -------- | ---- | ------- | ---- |
| Arany | Jassim Saleh   | UAE                | 2240     | 6,5  | 7       | 92,9 |
| Ezüst | Singh Ravishen | Trinidad és Tobago | -        | 7    | 8       | 87,5 |
| Bronz | Abobker Elarbi | Líbia              | -        | 7    | 8       | 87,5 |

#### Hatodik tábla (második tartalék)
|       | Versenyző         | Ország   | Élő-pont | Pont | Játszma | %    |
| ----- | ----------------- | -------- | -------- | ---- | ------- | ---- |
| Arany | Sam Collins       | Írország | 2372     | 7,5  | 8       | 93,8 |
| Ezüst | Zulzaga Byambaa   | Mongólia | 2200     | 6,5  | 7       | 92,9 |
| Ezüst | Wossenyelew Hailu | Etiópia  | 2279     | 6,5  | 7       | 92,9 |

### A magyar eredmények
A nyílt versenyen a magyar válogatott első tábláján Lékó Péter (2743), a másodikon Polgár Judit (2685), a harmadikon Almási Zoltán (2672), a negyediken Gyimesi Zoltán (2596) játszott, az ötödik csapattag Ruck Róbert (2572), a hatodik Ács Péter (2591) volt.
Az egyéni teljesítmények alapján 2741-es teljesítményértékkel a 2. táblán Polgár Judit bronzérmet szerzett. A 3. táblán Almási Zoltán eredménye a 4. legjobb volt.
| Forduló                            | Ellenfél                           | Lékó Péter 2743        | Lékó Péter 2743 | Polgár Judit 2685        | Polgár Judit 2685 | Almási Zoltán 2672   | Almási Zoltán 2672 | Gyimesi Zoltán 2596  | Gyimesi Zoltán 2596 | Ruck Róbert 2572    | Ruck Róbert 2572 | Ács Péter 2591        | Ács Péter 2591 | Pont |
| ---------------------------------- | ---------------------------------- | ---------------------- | --------------- | ------------------------ | ----------------- | -------------------- | ------------------ | -------------------- | ------------------- | ------------------- | ---------------- | --------------------- | -------------- | ---- |
| 1                                  | Venezuela                          |                        |                 | Álvarez Márquez 2382     | 1                 | Sequera Paolini 2378 | 1                  | Rohl Montes 2379     | 1                   |                     |                  | Prasca Sosa 2352      | 1              | 4    |
| 2                                  | Vietnám                            |                        |                 | Đào Thiên Hải 2547       | ½                 | Từ Hoàng Thông 2507  | 1                  | Nguyễn Anh Dũng 2540 | ½                   |                     |                  | Nguyễn Thanh Sơn 2450 | 1              | 3    |
| 3                                  | Szlovákia                          | Movsesian 2651         | ½               | Ftáčnik 2603             | ½                 | Timoščenko 2509      | ½                  |                      |                     | Markoš 2480         | ½                |                       |                | 2    |
| 4                                  | Azerbajdzsán                       | Radzsabov 2628         | ½               | Mamedjarov 2580          | 1                 | Gashimov 2580        | ½                  | Maherramzade 2469    | ½                   |                     |                  |                       |                | 2½   |
| 5                                  | Moldova                            | Bologan 2627           | ½               | Szvetuscsin 2505         | 1                 |                      |                    |                      |                     | Sănduleac 2471      | ½                | Hruscsov 2412         | ½              | 2½   |
| 6                                  | Csehország                         |                        |                 | Babula 2590              | ½                 | Navara 2567          | ½                  | Oral 2546            | 0                   |                     |                  | Hába 2534             | ½              | 1½   |
| 7                                  | Szlovénia „A”                      | Beliavsky 2650         | 1               |                          |                   | Mihaljcsisin 2542    | ½                  | Sermek 2590          | 1                   |                     |                  | Pavasovics 2581       | 1              | 3½   |
| 8                                  | Románia                            | Nisipeanu 2613         | ½               | Istrătescu 2615          | 1                 | Marin 2556           | 1                  |                      |                     |                     |                  | Vajda Levente 2576    | 1              | 3½   |
| 9                                  | Oroszország                        | Garri Kaszparov 2838   | ½               | Alekszandr Griscsuk 2702 | ½                 | A. Halifman 2690     | ½                  |                      |                     | Peter Szvidler 2690 | 1                |                       |                | 2½   |
| 10                                 | Bosznia-Hercegovina                | Nikolics 2661          | ½               | Atalik 2575              | ½                 | Kurajica 2548        | 1                  |                      |                     | Dizdarevics 2520    | ½                |                       |                | 2½   |
| 11                                 | Anglia                             | Michael Adams 2745     | ½               | Nigel Short 2684         | ½                 | McShane 2546         | ½                  |                      |                     |                     |                  | Conquest 2537         | 1              | 2½   |
| 12                                 | Grúzia                             | Sturua 2536            | ½               | Jobava 2570              | 1                 | Izoria 2572          | ½                  |                      |                     |                     |                  | Gagunasvili 2538      | ½              | 2½   |
| 13                                 | Örményország                       | Vladimir Hakobján 2689 | ½               |                          |                   | Liputian 2627        | ½                  | Asrian 2597          | ½                   |                     |                  | Szargiszjan 2568      | ½              | 2    |
| 14                                 | Kína                               | Ye Jiangchuan 2667     | ½               | Xu Yun 2643              | ½                 | Zhang Zhong 2620     | 1                  | Ni Hua 2545          | 1                   |                     |                  |                       |                | 3    |
| Szerzett pontszám (Játszmák száma) | Szerzett pontszám (Játszmák száma) | 6 (11)                 | 6 (11)          | 8½ (12)                  | 8½ (12)           | 9 (13)               | 9 (13)             | 4½ (7)               | 4½ (7)              | 2½ (4)              | 2½ (4)           | 7 (9)                 | 7 (9)          |      |
| Teljesítményérték                  | Teljesítményérték                  | 2700                   | 2700            | 2741                     | 2741              | 2698                 | 2698               | 2626                 | 2626                | 2635                | 2635             | 2725                  | 2725           |      |

## Női verseny

### A női verseny végeredménye
| H.  | Csapat neve               | P   | B-sz  | CsP | Gy | D | V |
| 1.  | Kína                      | 29½ | 347,5 | 22  | 10 | 2 | 2 |
| 2.  | Oroszország               | 29  | 347   | 23  | 10 | 3 | 1 |
| 3.  | Lengyelország             | 28  | 344,5 | 20  | 8  | 4 | 2 |
| 4.  | Grúzia                    | 27½ | 345,5 | 17  | 8  | 1 | 5 |
| 5.  | Magyarország              | 25½ | 343,5 | 19  | 8  | 3 | 3 |
| 6.  | Ukrajna                   | 25½ | 334,5 | 18  | 7  | 4 | 3 |
| 7.  | Jugoszlávia               | 25½ | 334,0 | 20  | 8  | 4 | 2 |
| 8.  | Azerbajdzsán              | 25½ | 317,0 | 20  | 9  | 2 | 3 |
| 9.  | Amerikai Egyesült Államok | 25  | 349,0 | 19  | 9  | 1 | 4 |
| 10. | Csehország                | 25  | 321,0 | 17  | 7  | 3 | 4 |

### Az egyéni érmesek
Egyénileg a teljes mezőnyt figyelembe véve a legjobb három teljesítményértéket elérő, valamint táblánként a három legjobb százalékot elért versenyző kapott érmet.
A teljes mezőnyben az ezen az olimpián még vietnami színekben játszó, később magyar állampolgárságot kapott, és a magyar válogatottban is többszörös olimpikon Hoang Thanh Trang érte el a 3. legjobb teljesítményértéket. A táblánkénti sorrendben az 1. táblán az övé volt a legjobb százalékos eredmény.

#### Élő-teljesítményérték alapján
|       | Versenyző           | Ország      | Tábla | Pont | Játszma | Élő-pont | Teljesítményérték |
| ----- | ------------------- | ----------- | ----- | ---- | ------- | -------- | ----------------- |
| Arany | Csao Hszüe          | Kína        | 4     | 11   | 12      | 2367     | 2707              |
| Ezüst | Tatyjana Koszinceva | Oroszország | 4     | 11   | 12      | 2427     | 2661              |
| Bronz | Hoang Thanh Trang   | Vietnám     | 1     | 8,5  | 11      | 2420     | 2598              |

#### Első tábla
|       | Versenyző                | Ország  | Élő-pont | Pont | Játszma | %    |
| ----- | ------------------------ | ------- | -------- | ---- | ------- | ---- |
| Arany | Hoang Thanh Trang        | Vietnám | 2420     | 8,5  | 11      | 77,3 |
| Ezüst | Subbaraman Vijayalakshmi | India   | 2394     | 9,5  | 13      | 73,1 |
| Bronz | Maia Csiburdanidze       | Grúzia  | 2497     | 8    | 11      | 72,7 |

#### Második tábla
|       | Versenyző           | Ország      | Élő-pont | Pont | Játszma | %    |
| ----- | ------------------- | ----------- | -------- | ---- | ------- | ---- |
| Arany | Svetlana Prudnikova | Jugoszlávia | 2407     | 9,5  | 13      | 73,1 |
| Ezüst | Leili Pianrnpuu     | Észtország  | 2230     | 9,5  | 13      | 73,1 |
| Bronz | Szvetlana Malejeva  | Oroszország | 2465     | 8    | 11      | 72,7 |

#### Harmadik tábla
|       | Versenyző             | Ország        | Élő-pont | Pont | Játszma | %    |
| ----- | --------------------- | ------------- | -------- | ---- | ------- | ---- |
| Arany | Monika Soćko          | Lengyelország | 2354     | 10,5 | 13      | 80,8 |
| Ezüst | Zeinab Mamedjarova    | Azerbajdzsán  | 2259     | 10   | 13      | 76,9 |
| Bronz | Patricia Llaneza Vega | Spanyolország | 2312     | 9    | 12      | 75   |

#### Negyedik tábla
|       | Versenyző           | Ország       | Élő-pont | Pont | Játszma | %    |
| ----- | ------------------- | ------------ | -------- | ---- | ------- | ---- |
| Arany | Csao Hszüe          | Kína         | 2367     | 11   | 12      | 91,7 |
| Ezüst | Tatyjana Koszinceva | Oroszország  | 2427     | 11   | 12      | 91,7 |
| Bronz | Olga Kim-Sabirova   | Azerbajdzsán | 2206     | 6,5  | 8       | 81,3 |

### A magyar eredmények
A női versenyen négy női nagymesterünk: az első táblán Vajda Szidónia (2365), a másodikon Dembo Jelena (2375), a harmadikon Lakos Nikoletta (2350), míg negyedik csapattagként Gara Anita (2315) alkotta a magyar válogatottat. A magyar csapat 2363-as átlagértéke a 12. volt a mezőnyben.
| Forduló                            | Ellenfél                           | Vajda Szidónia 2365   | Vajda Szidónia 2365 | Dembo Jelena 2347     | Dembo Jelena 2347 | Lakos Nikoletta 2350 | Lakos Nikoletta 2350 | Gara Anita 2315          | Gara Anita 2315 | Pont |
| ---------------------------------- | ---------------------------------- | --------------------- | ------------------- | --------------------- | ----------------- | -------------------- | -------------------- | ------------------------ | --------------- | ---- |
| 1                                  | Banglades                          | Hamid 2148            | 0                   | Sultana -             | ½                 |                      |                      | Khanam 2029              | 1               | 1½   |
| 2                                  | Norvégia                           | Hagesæther 2151       | 1                   |                       |                   | Bjerke 2065          | ½                    | Johnsen 2079             | 1               | 2½   |
| 3                                  | Azerbajdzsán                       |                       |                     | Velikhanli 2304       | ½                 | Sukorova 2243        | 1                    | Mamedjarova, Z. 2259     | 0               | 1½   |
| 4                                  | Venezuela                          | Sánchez Castillo 2180 | ½                   |                       |                   | Blanco Acevedo 2172  | 1                    | Sánchez 2095             | 1               | 2½   |
| 5                                  | Örményország                       | Mkrtchian 2409        | ½                   | Hlgatian 2234         | 1                 | Galojan 2236         | 1                    |                          |                 | 2½   |
| 6                                  | Kína                               | Csu Csen 2509         | ½                   | Xu Yu-hua 2473        | 0                 | Csao Hszüe 2367      | 0                    |                          |                 | ½    |
| 7                                  | Hollandia                          | Peng 2443             | 0                   | Bosboom-Lanchava 2341 | 1                 |                      |                      | Schuurman 2274           | 1               | 2    |
| 8                                  | Szlovákia                          | Pokorná 2362          | ½                   |                       |                   | Hagarová 2333        | ½                    | Mrvová 2236              | 1               | 2    |
| 9                                  | Csehország                         | Jacková 2361          | 1                   | Sikorová 2292         | 1                 |                      |                      | Ptáčníková 2224          | ½               | 2½   |
| 10                                 | Grúzia                             | Joszeliani 2491       | 0                   | Khurtsidze 2455       | ½                 | Arakhamia-Grant 2109 | ½                    |                          |                 | 1    |
| 11                                 | Ukrajna                            | Zsukova 2436          | 1                   | Vasziljevics 2415     | ½                 |                      |                      | Gaponenko 2411           | ½               | 2    |
| 12                                 | Oroszország                        | Kovalevszkaja 2466    | ½                   | Metvejeva 2465        | 0                 |                      |                      | Tatyjana Koszinceva 2427 | 0               | ½    |
| 13                                 | Anglia                             | Hunt 2406             | ½                   | Houska 2397           | ½                 | Richards 2264        | ½                    |                          |                 | 1½   |
| 14                                 | Moldova                            | Petrenko 2349         | 1                   |                       |                   | Seremetyeva 2329     | 1                    | Pârţac 2205              | 1               | 3    |
| Szerzett pontszám (Játszmák száma) | Szerzett pontszám (Játszmák száma) | 7 (13)                | 7 (13)              | 5½ (10)               | 5½ (10)           | 6 (9)                | 6 (9)                | 7 (10)                   | 7 (10)          |      |
| Teljesítményérték                  | Teljesítményérték                  | 2391                  | 2391                | 2354                  | 2354              | 2394                 | 2394                 | 2373                     | 2373            |      |

## A Nona Gaprindasvili-trófea
A Nona Gaprindasvili-trófeát a FIDE 1997-ben alapította az 1971–1987 közötti női világbajnok tiszteletére. Annak az országnak a válogatottja kapja, amelynek a nyílt és a női versenyben szerzett csapathelyezéseinek átlaga a legkisebb.
| Hely. | Nemzet        | Helyezés nyílt | Helyezés női | Átlag |
| ----- | ------------- | -------------- | ------------ | ----- |
|       | Oroszország   | 1              | 2            | 1,5   |
|       | Kína          | 5              | 1            | 3     |
|       | Magyarország  | 2              | 5            | 3,5   |
| 4     | Grúzia        | 4              | 4            | 4     |
| 5     | Lengyelország | 13             | 3            | 8     |
| 6     | Jugoszlávia   | 10             | 7            | 8,5   |